# Strmec (Sveta Nedelja)
Strmec is een plaats in de gemeente Sveta Nedelja in de Kroatische provincie Zagreb. De plaats telt 3.012 inwoners (2001).